# كورت إيبلي
كورت إيبلي Kurt Aepli (14 مايو 1914 - 22 ديسمبر 2002) صائغ فضة سويسري، ومصمم للمجوهرات والأدوات الفاخرة. كما عمل فترة من حياته مدرسا. 